# The Hunted - La preda
(tagline del film)
The Hunted - La preda (The Hunted) è un film del 2003 diretto da William Friedkin, con Tommy Lee Jones e Benicio del Toro.

## Trama
Nelle foreste dell'Oregon un uomo ha già ucciso e fatto a pezzi quattro cacciatori. Più a nord, nella Columbia Britannica, l'esperto di sopravvivenza L.T. Bonham, ex istruttore dei reparti speciali antiterrorismo, viene ingaggiato per dare una mano a catturare questo feroce e abilissimo assassino. Bonham, a supporto del FBI, chiede di sgomberare il teatro dell'ultimo massacro da uomini, mezzi ed animali e comincia da solo la caccia, con i suoi metodi rudimentali. Ben presto è sulle tracce del ricercato e quando lo trova scopre, senza sorprendersi, che si tratta di un suo ex allievo, Aaron Hallam. Dopo una positiva missione in Kosovo, Hallam ha iniziato a lavorare per il governo, ma il ricordo delle aberranti azioni compiute in guerra è rimasto indelebile nella sua mente, e questo ha contribuito a renderlo psicotico sviluppando in lui una grave forma di schizofrenia, e ora, sentendosi braccato, reagisce uccidendo tutti coloro che gli appaiono come minacce. Così anche con Bonham nasce un corpo a corpo e, prima che avvenga il peggio, Hallam viene sedato dall’intervento di Abby Durrell e di altri agenti dell’FBI.
Nell'interrogatorio seguito al suo arresto, Hallam lascia intendere di essere minacciato perché a conoscenza di operazioni segrete che in effetti lo stesso Bonham assicura essere riservatissime. In seguito sopraggiungono altri due agenti governativi che, con le dovute autorizzazioni, sorpassano sia la giurisdizione dello Stato dell'Oregon che quella dell'FBI, ottenendo di vedersi consegnare il carcerato la cui straordinarietà è dunque pienamente confermata.
Nel trasferimento sotto custodia, gli agenti sono pronti a uccidere Hallam con un'iniezione letale, ma questi reagisce e riesce a uccidere i due agenti e l'autista del furgone che si ribalta, quindi apre il portellone e fugge. Rifugiatosi presso la sua ultima compagna, Hallam è di nuovo raggiunto da Bonham, ma ancora una volta riesce a fuggire.
L'inseguimento finisce per coinvolgere decine di poliziotti e un'enormità di mezzi, ma niente e nessuno può fermare la fuga di Hallam che, tra l'altro, lascia dietro di sé una scia di cadaveri.
Arrivato nel cuore di una foresta, solo Bonham è riuscito a seguirne le tracce. Dopo alcune schermaglie si arriva alla resa dei conti fra il maestro e l'allievo: un duello al coltello all'ultimo sangue, nel quale il maestro, con enorme fatica dopo aver subito gravi ferite, uccide il sanguinario allievo, dedicandogli poi un estremo gesto di affetto. Bonham può così tornare a osservare i lupi nella quiete dei boschi innevati del Canada.